# Гасконейд (округ)
Округ Гасконе́йд (англ. Gasconade County) — округ штата Миссури, США. Население округа на 2009 год составляло 15 096 человек. Административный центр округа — город Херманн.

## История
Округ Гасконейд основан в 1821 году.

## География
Округ занимает площадь 1346.8 км2.

### Города
- Бланд (частично в округе Осейдж
- Гасконейд
- Херманн (административный центр)
- Моррисон
- Оуэнсвиль (крупнейший город)
- Роузбад

## Демография
Согласно оценке Бюро переписи населения США, в округе Гасконейд в 2009 году проживало 15 096 человек. Плотность населения составляла 11.2 человек на квадратный километр.